# Eisstock-Europameisterschaften
Als Eisstock-Europameisterschaften, bezeichnet man Titelkämpfe im Eisstocksport auf europäischer Ebene.
Die erste Europameisterschaft der Herren wurde 1951 in Garmisch, die erste der Frauen 1965 in Mittenwald durchgeführt. Seit 1986 finden die Wettbewerbe der Frauen und Männer am gleichen Veranstaltungsort statt. Nur der Weitenwettbewerb wird an gesonderten Veranstaltungsorten veranstaltet. Ähnlich wie bei den Eisstock-Weltmeisterschaften unterteilen sich die Titelkämpfe in die Disziplinen Mannschaftsspiel, Zielschießen und den Weitenwettbewerb. Traditionell dominieren Teams aus Deutschland, Österreich und Italien die Europameisterschaften.
Parallel zur Europameisterschaft gibt es den Europa-Cup, der seit 1961, mit Unterbrechungen, ausgetragen wird. Die Idee hierzu hatte Walter Dietl vom TSV Regen.

## Eisstock-Europameisterschaft der Herren

### Ergebnisse im Mannschaftsspiel
| Turnier     | Gold                                        | Silber                                 | Bronze                                 | Austragungsort                      |
| ----------- | ------------------------------------------- | -------------------------------------- | -------------------------------------- | ----------------------------------- |
| 61. EM 2024 | Österreich                                  | Deutschland                            | Italien                                | Waldkraiburg, Deutschland           |
| 60. EM 2019 | Deutschland                                 | Italien                                | Österreich                             | Kaunas, Litauen                     |
| 59. EM 2017 | Österreich                                  | Italien                                | Deutschland                            | Písek, Tschechien                   |
| 58. EM 2015 | Deutschland                                 | Österreich                             | Schweiz                                | Písek, Tschechien                   |
| 57. EM 2013 | Österreich                                  | Italien                                | Deutschland                            | Bled, Slowenien                     |
| 56. EM 2011 | Italien                                     | Deutschland                            | Österreich                             | Bruneck, Italien                    |
| 55. EM 2010 | Österreich                                  | Italien                                | Deutschland                            | Klagenfurt, Österreich              |
| 54. EM 2009 | Österreich                                  | Deutschland                            | Italien                                | Regen, Deutschland                  |
| 53. EM 2007 | Deutschland                                 | Österreich                             | Italien                                | Weiz, Österreich                    |
| 52. EM 2006 | Österreich                                  | Slowenien                              | Deutschland                            | Zagreb, Kroatien                    |
| 51. EM 2005 | Österreich                                  | Deutschland                            | Italien                                | Regensburg, Deutschland             |
| 50. EM 2003 | Deutschland                                 | Italien                                | Österreich                             | Garmisch, Deutschland               |
| 49. EM 2001 | Deutschland                                 | Italien                                | Österreich                             | Mannheim, Deutschland               |
| 48. EM 2000 | Österreich                                  | Deutschland                            | Italien                                | Klagenfurt, Österreich              |
| 47. EM 1999 | Deutschland                                 | Österreich                             | Italien                                | Strakonice, Tschechien              |
| 46. EM 1997 | Österreich                                  | Deutschland                            | Italien                                | Kopenhagen, Dänemark                |
| 45. EM 1996 | Österreich                                  | Italien                                | Deutschland                            | Linz, Österreich                    |
| 44. EM 1995 | Deutschland                                 | Tschechien                             | Österreich                             | Zollikon-Küsnacht, Schweiz          |
| 43. EM 1993 | Österreich                                  | Deutschland                            | Schweiz                                | Bled, Slowenien                     |
| 42. EM 1992 | Deutschland                                 | Österreich                             | Italien                                | Kastelruth, Italien                 |
| 41. EM 1991 | Österreich                                  | Deutschland                            | Italien                                | Waldkirchen, Deutschland            |
| 40. EM 1990 | Österreich I                                | Deutschland I                          | Deutschland II                         | Zeltweg, Österreich                 |
| 39. EM 1989 | Österreich I                                | Deutschland I                          | Deutschland II                         | Rauma, Finnland                     |
| 38. EM 1988 | Österreich II                               | Deutschland I                          | Österreich I                           | Klagenfurt, Österreich              |
| 37. EM 1987 | Deutschland I                               | Deutschland II                         | Österreich I                           | Berlin, Deutschland                 |
| 36. EM 1986 | Deutschland I                               | Deutschland II                         | Österreich I                           | Linz, Österreich                    |
| 35. EM 1985 | Deutschland III                             | Österreich I                           | Deutschland I                          | Jesenice, Jugoslawien               |
| 34. EM 1984 | Deutschland (ESC Aham)                      | Österreich (URSCHA Gleisdorf)          | Deutschland (Isart. ES München)        | Garmisch-Partenkirchen, Deutschland |
| 33. EM 1983 | Deutschland (EC Straubing)                  | Österreich (ESV Olympia Weiz)          | Deutschland (EC Hauzenberg)            | Wetzikon, Schweiz                   |
| 32. EM 1982 | Deutschland (ESV Weiß-Blau München)         | Deutschland (EC Straubing)             | Österreich (SC Ebental)                | Regen, Deutschland                  |
| 31. EM 1981 | Österreich (Ladler Eisstöcke)               | Deutschland (ESV Innenstetten-Egg)     | Österreich (Union Peuerbach)           | Graz, Österreich                    |
| 30. EM 1980 | Deutschland (ESV Innenstetten-Egg)          | Österreich (ESV Passeil)               | Österreich (ESV Olympia Weiz)          | Surahammar, Schweden                |
| 29. EM 1979 | Österreich (ESV Olympia Weiz)               | Deutschland (ESV Weiß-Blau München)    | Österreich (ESV Kindberg Steinbacher)  | Bozen, Italien                      |
| 28. EM 1978 | Deutschland (EC Straubing)                  | Deutschland (EC Moitzerlitz Regen)     | Deutschland (ESV Achslach)             | Rosenheim, Deutschland              |
| 27. EM 1977 | Deutschland (EC Isartaler München)          | Österreich (SSK Salzburg)              | Österreich (EV Völkendorf)             | Luxemburg                           |
| 26. EM 1976 | Deutschland (EC Barmsee Krün)               | Österreich (ESV Weizklam)              | Deutschland (ESV Achslach)             | St. Moritz, Schweiz                 |
| 25. EM 1975 | Österreich (SSK Salzburg)                   | Österreich (EV Völkendorf)             | Österreich (ESV Lentia Linz)           | Kranjska Gora, Jugoslawien          |
| 24. EM 1974 | Österreich (SC Optik Eder Deutschlandsberg) | Deutschland (EC Barmsee Krün)          | Österreich (ESV Weizklamm)             | Graz, Österreich                    |
| 23. EM 1973 | Österreich (SSK Salzburg)                   | Deutschland (TSV Frauenau)             | Österreich (ESV Olympia Weiz)          | Brixen, Italien                     |
| 22. EM 1972 | Österreich (SSK Salzburg)                   | Deutschland (TSV Frauenau)             | Österreich (ESV Weizklamm)             | Ruhpolding, Deutschland             |
| 21. EM 1971 | Deutschland (EC Karlstein-Thumsee)          | Deutschland (EC Isart. München)        | Österreich (ESV Olympia Weiz)          | Tarasp, Schweiz                     |
| 20. EM 1970 | Österreich (SKK Salzburg)                   | Deutschland (EC Kreuzstraffl)          | Italien (EV Rapid Brixen)              | Jesenice, Jugoslawien               |
| 19. EM 1969 | Österreich (ESV Weizklamm)                  | Österreich (Polizei SV Klagenfurt)     | Österreich (ESV Weizklamm)             | Klagenfurt, Österreich              |
| 18. EM 1968 | Österreich (Atus Weiz)                      | Österreich (ESV Olympia Weiz)          | Deutschland (EC Barmsee Krün)          | Montiggl, Italien                   |
| 17. EM 1967 | Deutschland (TSV Frauenau)                  | Deutschland (EC Mittenwald)            | Deutschland (EC Deggendorf)            | Mittenwald, Deutschland             |
| 16. EM 1966 | Österreich (ESV Olympia Weiz)               | Jugoslawien (KKL Jesenice)             | Deutschland (TSV Frauenau)             | Davos, Schweiz                      |
| 15. EM 1965 | Deutschland (TSV Frauenau)                  | Österreich (ESV Olympia Weiz)          | Österreich (ESV Weizklamm)             | Jesenice, Jugoslawien               |
| 14. EM 1964 | Deutschland (EC Frauenau 1953)              | Österreich (ER Völkendorf)             | Deutschland (EV Füssen)                | Innsbruck, Österreich               |
| 13. EM 1963 | Österreich (EV Volkendorf)                  | Österreich (ESV Dollich Ferlach)       | Österreich (ATV Arndorf)               | Innsbruck, Österreich               |
| 12. EM 1962 | Österreich (ESV Weizklamm)                  | Deutschland (EC Eintracht Zwiesel)     | Deutschland (SC Zwiesel)               | Sterzing, Italien                   |
| 11. EM 1961 | Deutschland (SC Zwiesel)                    | Deutschland (Barmsee-Krün)             | Österreich (ESV Weizklamm)             | Regen, Deutschland                  |
| 10. EM 1960 | Österreich (Völkendorf)                     | Österreich (Waidmannsdorf)             | Deutschland (Penzberg)                 | Puchberg am Schneeberg, Österreich  |
| 9. EM 1959  | Österreich (Weizklamm)                      | Deutschland (Grenzland-Zwiesel)        | Deutschland (EC Ferchensee-Mittenwald) | Bled, Jugoslawien                   |
| 8. EM 1958  | Deutschland (EC Ferchensee-Mittenwald)      | Deutschland (EC Krün)                  | Jugoslawien (Jesenice)                 | Davos, Schweiz                      |
| 7. EM 1957  | Deutschland (EC Krün)                       | Deutschland (EC Ferchensee-Mittenwald) | Deutschland (TSV Spiegelau v. 1924)    | Welsberg, Italien                   |
| 6. EM 1956  | Deutschland (EC Krün)                       | Deutschland (TSV Spiegelau)            | Deutschland (TSV Frauenau)             | Bad Tölz, Deutschland               |
| 5. EM 1955  | Deutschland (TSV Spiegelau)                 | Deutschland (SC Riessersee)            | Deutschland (TSV Frauenau)             | Salzburg, Österreich                |
| 4. EM 1954  | Deutschland (SC Riessersee)                 | Deutschland (EC Reichenhall)           | Österreich                             | Garmisch, Deutschland               |
| 3. EM 1953  | Deutschland (SC Riessersee)                 | Deutschland (EC Frauenau)              | Deutschland (Zwiesel-Regen)            | Brixen, Italien                     |
| 2. EM 1952  | Deutschland (SC Riessersee)                 | Deutschland II                         | Deutschland VII                        | Graz, Österreich                    |
| 1. EM 1951  | Deutschland IV (komb.)                      | Deutschland II                         | Österreich II                          | Garmisch-Partenkirchen, Deutschland |

| RF | Land        | G  | S  | B  |
| -- | ----------- | -- | -- | -- |
| 1  | Deutschland | 31 | 34 | 24 |
| 2  | Österreich  | 29 | 17 | 24 |
| 3  | Italien     | 1  | 7  | 10 |
| 4  | Jugoslawien | 0  | 1  | 1  |
| 5  | Slowenien   | 0  | 1  | 0  |
|    | Tschechien  | 0  | 1  | 0  |
| 7  | Schweiz     | 0  | 0  | 2  |

Stand: EM 2024

### Ergebnisse im Zielwettbewerb (Mannschaftswertung)
| Turnier     | Gold        | Silber      | Bronze      | Austragungsort                      |
| ----------- | ----------- | ----------- | ----------- | ----------------------------------- |
| 61. EM 2024 | Deutschland | Österreich  | Schweiz     | Waldkraiburg, Deutschland           |
| 60. EM 2019 | Österreich  | Schweiz     | Deutschland | Kaunas, Litauen                     |
| 59. EM 2017 | Österreich  | Deutschland | Italien     | Písek, Tschechien                   |
| 58. EM 2015 | Österreich  | Italien     | Deutschland | Písek, Tschechien                   |
| 57. EM 2013 | Deutschland | Österreich  | Tschechien  | Bled, Slowenien                     |
| 56. EM 2011 | Österreich  | Schweiz     | Italien     | Bruneck, Italien                    |
| 55. EM 2010 | Österreich  | Deutschland | Italien     | Klagenfurt, Österreich              |
| 54. EM 2009 | Österreich  | Deutschland | Italien     | Regen, Deutschland                  |
| 53. EM 2007 | Österreich  | Deutschland | Italien     | Weiz, Österreich                    |
| 52. EM 2006 | Österreich  | Italien     | Deutschland | Zagreb, Kroatien                    |
| 51. EM 2005 | Österreich  | Slowenien   | Deutschland | Regensburg, Deutschland             |
| 50. EM 2003 | Deutschland | Österreich  | Italien     | Garmisch, Deutschland               |
| 49. EM 2001 | Österreich  | Italien     | Deutschland | Mannheim, Deutschland               |
| 48. EM 2000 | Österreich  | Italien     | Deutschland | Klagenfurt, Österreich              |
| 47. EM 1999 | Deutschland | Italien     | Tschechien  | Strakonice, Tschechien              |
| 46. EM 1997 | Slowenien   | Italien     | Deutschland | Kopenhagen, Dänemark                |
| 45. EM 1996 | Österreich  | Deutschland | Italien     | Linz, Österreich                    |
| 44. EM 1995 | Österreich  | Italien     | Deutschland | Zollikon-Küsnacht, Schweiz          |
| 43. EM 1993 | Österreich  | Deutschland | Italien     | Bled, Slowenien                     |
| 42. EM 1992 | Deutschland | Italien     | Österreich  | Kastelruth, Italien                 |
| 41. EM 1991 | Deutschland | Italien     | Österreich  | Waldkirchen, Deutschland            |
| 40. EM 1990 | Österreich  | Deutschland | Schweiz     | Zeltweg, Österreich                 |
| 39. EM 1989 | Deutschland | Österreich  | Italien     | Rauma, Finnland                     |
| 38. EM 1988 | Österreich  | Deutschland | Jugoslawien | Klagenfurt, Österreich              |
| 37. EM 1987 | Deutschland | Österreich  | Jugoslawien | Berlin, Deutschland                 |
| 36. EM 1986 | Deutschland | Österreich  | Jugoslawien | Linz, Österreich                    |
| 35. EM 1985 | Deutschland | Österreich  | Schweiz     | Jesenice, Jugoslawien               |
| 34. EM 1984 | Italien     | Deutschland | Österreich  | Garmisch-Partenkirchen, Deutschland |
| 33. EM 1983 | Italien     | Deutschland | Jugoslawien | Wetzikon, Schweiz                   |
| 32. EM 1982 | Deutschland | Italien     | Österreich  | Regen, Deutschland                  |

| RF | Land        | G  | S  | B |
| -- | ----------- | -- | -- | - |
| 1  | Österreich  | 16 | 7  | 4 |
| 2  | Deutschland | 11 | 10 | 8 |
| 3  | Italien     | 2  | 10 | 9 |
| 4  | Slowenien   | 1  | 1  | 0 |
| 5  | Schweiz     | 0  | 2  | 3 |
| 6  | Jugoslawien | 0  | 0  | 4 |
| 7  | Tschechien  | 0  | 0  | 2 |

Stand: EM 2024

### Ergebnisse im Weitenwettbewerb (Nationenwertung)
| Turnier     | Gold        | Silber      | Bronze      | Austragungsort                      |
| ----------- | ----------- | ----------- | ----------- | ----------------------------------- |
| EM 2024     | Österreich  | Deutschland | Italien     | Goggausee, Österreich               |
| EM 2019     |             |             |             | Klobenstein, Italien                |
| EM 2017     | Deutschland | Österreich  | Italien     | Neuenstadt am Kocher, Deutschland   |
| 26. EM 2013 | Deutschland | Österreich  | Italien     | Stanz im Mürztal, Österreich        |
| 25. EM 2011 | Österreich  | Deutschland | Italien     | Altrandsberg, Deutschland           |
| 24. EM 2010 | Österreich  | Deutschland | Italien     | Freilassing, Deutschland            |
| 23. EM 2009 | Österreich  | Deutschland | Italien     | Winklarn, Österreich                |
| 22. EM 2007 | Deutschland | Österreich  | Italien     | Mönichwald, Österreich              |
| 21. EM 2006 | Österreich  | Deutschland | Italien     | Pocking, Deutschland                |
| 20. EM 2005 | Österreich  | Deutschland | Italien     | Ossiach, Deutschland                |
| 19. EM 2003 | Österreich  | Deutschland | Italien     | Oberbergkirchen, Deutschland        |
| 18. EM 2001 | Deutschland | Österreich  | Italien     | Thiersee, Österreich                |
| 17. EM 2000 | Deutschland | Österreich  | Italien     | Garmisch-Partenkirchen, Deutschland |
| 16. EM 1999 | Deutschland | Österreich  | Italien     | Mönichwald, Österreich              |
| 15. EM 1997 | Deutschland | Österreich  | Italien     | Klagenfurt, Österreich              |
| 14. EM 1996 | Deutschland | Österreich  | Italien     | Oberbozen, Italien                  |
| 13. EM 1995 | Deutschland | Österreich  | Italien     | Bad Großpertholz, Österreich        |
| 12. EM 1993 | Österreich  | Deutschland | Italien     | Waisenegg, Österreich               |
| 11. EM 1992 | Österreich  | Deutschland | Italien     | Chemnitz, Deutschland               |
| 10. EM 1991 | Österreich  | Deutschland | Italien     | Klagenfurt, Österreich              |
| 9. EM 1990  | Österreich  | Deutschland | Italien     | Waisenegg, Österreich               |
| 8. EM 1989  | Österreich  | Deutschland | Italien     | Rauma, Finnland                     |
| 7. EM 1988  | Österreich  | Italien     | Deutschland | Ossiach, Österreich                 |
| 6. EM 1987  | Deutschland | Österreich  | Italien     | Tittmoning, Deutschland             |
| 5. EM 1986  | Österreich  | Deutschland | Italien     | Tarasp, Schweiz                     |
| 4. EM 1985  | Österreich  | Deutschland | Italien     | Breitenbach, Österreich             |
| 3. EM 1984  | Österreich  | Deutschland | Italien     | Nakkila, Finnland                   |
| 2. EM 1983  | Österreich  | Deutschland | Italien     | Kirschentheuer, Österreich          |
| 1. EM 1982  | Österreich  | Deutschland | Italien     | Toblach, Italien                    |

| RF | Land        | G  | S  | B  |
| -- | ----------- | -- | -- | -- |
| 1  | Österreich  | 17 | 9  | 0  |
| 2  | Deutschland | 9  | 16 | 1  |
| 3  | Italien     | 0  | 1  | 25 |

Stand: EM 2013

## Eisstock-Europameisterschaft der Frauen

### Ergebnisse im Mannschaftsspiel
| Turnier     | Gold                                            | Silber                          | Bronze                              | Austragungsort                      |
| ----------- | ----------------------------------------------- | ------------------------------- | ----------------------------------- | ----------------------------------- |
| 47. EM 2024 | Italien                                         | Deutschland                     | Österreich                          | Waldkraiburg, Deutschland           |
| 46. EM 2019 | Österreich                                      | Deutschland                     | Italien                             | Kaunas, Litauen                     |
| 45. EM 2017 | Deutschland                                     | Österreich                      | Italien                             | Písek, Tschechien                   |
| 44. EM 2015 | Italien                                         | Österreich                      | Deutschland                         | Písek, Tschechien                   |
| 43. EM 2013 | Österreich                                      | Italien                         | Tschechien                          | Bled, Slowenien                     |
| 42. EM 2011 | Österreich                                      | Deutschland                     | Italien                             | Bruneck, Italien                    |
| 41. EM 2010 | Österreich                                      | Italien                         | Deutschland                         | Klagenfurt, Österreich              |
| 40. EM 2009 | Deutschland                                     | Österreich                      | Slowenien                           | Regen, Deutschland                  |
| 39. EM 2007 | Österreich                                      | Deutschland                     | Italien                             | Weiz, Österreich                    |
| 38. EM 2006 | Deutschland                                     | Österreich                      | Italien                             | Zagreb, Kroatien                    |
| 37. EM 2005 | Deutschland                                     | Slowenien                       | Österreich                          | Regensburg, Deutschland             |
| 36. EM 2003 | Österreich                                      | Deutschland                     | Italien                             | Garmisch-Partenkirchen, Deutschland |
| 35. EM 2001 | Österreich                                      | Deutschland                     | Schweiz                             | Mannheim, Deutschland               |
| 34. EM 2000 | Deutschland                                     | Österreich                      | Italien                             | Klagenfurt, Österreich              |
| 33. EM 1999 | Österreich                                      | Deutschland                     | Schweiz                             | Strakonice, Tschechien              |
| 32. EM 1997 | Österreich                                      | Deutschland                     | Slowenien                           | Kopenhagen, Dänemark                |
| 31. EM 1996 | Deutschland                                     | Italien                         | Österreich                          | Linz, Österreich                    |
| 30. EM 1995 | Österreich                                      | Deutschland                     | Schweiz                             | Zollikon-Küsnacht, Schweiz          |
| 29. EM 1993 | Österreich                                      | Deutschland                     | Italien                             | Bled, Slowenien                     |
| 28. EM 1992 | Schweiz                                         | Österreich                      | Deutschland                         | Kastelruth, Italien                 |
| 27. EM 1991 | Deutschland                                     | Österreich                      | Italien                             | Waldkirchen, Deutschland            |
| 26. EM 1990 | Österreich II                                   | Österreich I                    | Deutschland I                       | Zeltweg, Österreich                 |
| 25. EM 1989 | Deutschland I                                   | Österreich II                   | Österreich I                        | Rauma, Finnland                     |
| 24. EM 1988 | Österreich I                                    | Italien I                       | Deutschland I                       | Klagenfurt, Österreich              |
| 23. EM 1987 | Deutschland II                                  | Österreich I                    | Deutschland I                       | Berlin, Deutschland                 |
| 22. EM 1986 | Deutschland I                                   | Österreich II                   | Österreich I                        | Linz, Österreich                    |
| 21. EM 1985 | Deutschland II                                  | Österreich II                   | Deutschland                         | Ruhpolding, Deutschland             |
| 20. EM 1984 | Deutschland (MSC Mannheim)                      | Österreich (ESC Bregenz)        | Deutschland (ESV Weiß-Blau München) | Villach, Österreich                 |
| 19. EM 1983 | Deutschland (TSV Waldtrudering-München)         | Deutschland (EC Bachl-Bernried) | Österreich (ESC Bregenz)            | Chur, Schweiz                       |
| 18. EM 1982 | Deutschland (EC Bachl-Bernried)                 | Österreich (ESC Bregenz)        | Deutschland (ESV Ruhpolding)        | Eindhoven, Niederlande              |
| 17. EM 1981 | Deutschland (EC Passau-Neustift)                |                                 |                                     | Garmisch-Partenkirchen, Deutschland |
| 16. EM 1980 | Deutschland (EC Passau-Neustift)                |                                 |                                     | Schenna, Italien                    |
| 15. EM 1979 | Deutschland (MSC Mannheim)                      |                                 |                                     | Mannheim, Deutschland               |
| 14. EM 1978 | Deutschland (EC Oberstdorf)                     |                                 |                                     | Innsbruck, Österreich               |
| 13. EM 1977 | Österreich (ESV Lochau)                         |                                 |                                     | Mühlwald, Italien                   |
| 12. EM 1976 | Deutschland (Sachsenhausen/Frankfurt)           |                                 |                                     | Füssen, Deutschland                 |
| 11. EM 1975 | Deutschland (MTG Mannheim)                      |                                 |                                     | Leoben, Österreich                  |
| 10. EM 1974 | Deutschland (MTG Mannheim)                      |                                 |                                     | Toblach, Italien                    |
| 9. EM 1973  | Österreich (ESV Ladler Waagen)                  |                                 |                                     | Ruhpolding, Deutschland             |
| 8. EM 1972  | Deutschland (EC Tegernsee)                      |                                 |                                     | Klagenfurt, Österreich              |
| 7. EM 1971  | Deutschland (TSV Regen)                         |                                 |                                     | Seis, Italien                       |
| 6. EM 1970  | Deutschland (EC Hannover)                       |                                 |                                     | Karlstein-Thumsee, Deutschland      |
| 5. EM 1969  | Deutschland (SV Gendorf)                        |                                 |                                     | Lienz, Österreich                   |
| 4. EM 1968  | Deutschland (EC Hausham)                        |                                 |                                     | Naturns, Italien                    |
| 3. EM 1967  | Deutschland (EC Mittenwald)                     |                                 |                                     | Ruhpolding, Deutschland             |
| 2. EM 1966  | Deutschland (EC Mittenwald)                     |                                 |                                     | Salzburg, Österreich                |
| 1. EM 1965  | Deutschland (Altonaer Schlittschuhclub Hamburg) |                                 |                                     | Mittenwald, Deutschland             |

| RF | Land        | G  | S  | B |
| -- | ----------- | -- | -- | - |
| 1  | Deutschland | 29 | 11 | 9 |
| 2  | Österreich  | 15 | 14 | 6 |
| 3  | Italien     | 2  | 4  | 9 |
| 4  | Schweiz     | 1  | 0  | 3 |
| 5  | Slowenien   | 0  | 1  | 2 |
| 6  | Tschechien  | 0  | 0  | 1 |

Stand: EM 2024 (1965–81 ohne Silber und Bronze)

### Ergebnisse im Zielwettbewerb (Mannschaftswertung)
| Turnier     | Gold        | Silber      | Bronze      | Austragungsort                      |
| ----------- | ----------- | ----------- | ----------- | ----------------------------------- |
| 47. EM 2024 | Deutschland | Österreich  | Italien     | Waldkraiburg, Deutschland           |
| 46. EM 2019 | Deutschland | Schweiz     | Italien     | Kaunas, Litauen                     |
| 45. EM 2017 | Deutschland | Österreich  | Slowenien   | Písek, Tschechien                   |
| 44. EM 2015 | Deutschland | Österreich  | Slowenien   | Písek, Tschechien                   |
| 43. EM 2013 | Deutschland | Tschechien  | Italien     | Bled, Slowenien                     |
| 42. EM 2011 | Österreich  | Italien     | Deutschland | Bruneck, Italien                    |
| 41. EM 2010 | Deutschland | Österreich  | Italien     | Klagenfurt, Österreich              |
| 40. EM 2009 | Österreich  | Deutschland | Italien     | Regen, Deutschland                  |
| 39. EM 2007 | Italien     | Slowenien   | Deutschland | Weiz, Österreich                    |
| 38. EM 2006 | Deutschland | Österreich  | Italien     | Zagreb, Kroatien                    |
| 37. EM 2005 | Österreich  | Deutschland | Slowenien   | Regensburg, Deutschland             |
| 36. EM 2003 | Deutschland | Österreich  | Slowenien   | Garmisch-Partenkirchen, Deutschland |
| 35. EM 2001 | Deutschland | Österreich  | Schweiz     | Mannheim, Deutschland               |
| 34. EM 2000 | Italien     | Österreich  | Deutschland | Klagenfurt, Österreich              |
| 33. EM 1999 | Österreich  | Deutschland | Schweiz     | Strakonice, Tschechien              |
| 32. EM 1997 | Österreich  | Deutschland | Italien     | Kopenhagen, Dänemark                |
| 31. EM 1996 | Österreich  | Italien     | Deutschland | Linz, Österreich                    |
| 30. EM 1995 | Österreich  | Italien     | Deutschland | Zollikon-Küsnacht, Schweiz          |
| 29. EM 1993 | Deutschland | Österreich  | Schweiz     | Bled, Slowenien                     |
| 28. EM 1992 | Österreich  | Deutschland | Schweiz     | Kastelruth, Italien                 |
| 27. EM 1991 | Österreich  | Deutschland | Italien     | Waldkirchen, Deutschland            |
| 26. EM 1990 | Österreich  | Deutschland | Schweiz     | Zeltweg, Österreich                 |
| 25. EM 1989 | Deutschland | Italien     | Österreich  | Rauma, Finnland                     |
| 24. EM 1988 | Österreich  | Deutschland | Italien     | Klagenfurt, Österreich              |
| 23. EM 1987 | Deutschland | Österreich  | Schweiz     | Berlin, Deutschland                 |
| 22. EM 1986 | Deutschland | Österreich  | Schweiz     | Linz, Österreich                    |
| 21. EM 1985 | Deutschland | Österreich  | Schweiz     | Ruhpolding, Deutschland             |
| 20. EM 1984 | Deutschland | Österreich  | Italien     | Villach, Österreich                 |
| 19. EM 1983 | Deutschland | Schweiz     | Österreich  | Chur, Schweiz                       |
| 18. EM 1982 | Schweiz     | Deutschland | Frankreich  | Eindhoven, Niederlande              |

| RF | Land        | G  | S  | B  |
| -- | ----------- | -- | -- | -- |
| 1  | Deutschland | 16 | 9  | 5  |
| 2  | Österreich  | 11 | 13 | 2  |
| 3  | Italien     | 2  | 4  | 10 |
| 4  | Schweiz     | 1  | 2  | 8  |
| 5  | Slowenien   | 0  | 1  | 4  |
| 6  | Tschechien  | 0  | 1  | 0  |
| 7  | Frankreich  | 0  | 0  | 1  |

Stand: EM 2024 (1965–81 ohne Silber und Bronze)

### Ergebnisse im Weitenwettbewert (Mannschaftswertung)
| Turnier     | Gold       | Silber      | Bronze  | Austragungsort        |
| ----------- | ---------- | ----------- | ------- | --------------------- |
| 47. EM 2024 | Österreich | Deutschland | Italien | Goggausee, Österreich |